# Papilio sakontala
Papilio sakontala is een vlinder uit de familie van de pages (Papilionidae). De wetenschappelijke naam van dit taxon is voor het eerst geldig gepubliceerd in 1852 door William Chapman Hewitson. Het taxon werd wel gezien als een aparte soort of als een vorm van Papilio polytes maar wordt nu wel beschouwd als een kruising van die laatste soort met een onbekende andere Papilio.